# Mylothris ruandana
Mylothris ruandana är en fjärilsart som beskrevs av Embrik Strand 1909. Mylothris ruandana ingår i släktet Mylothris och familjen vitfjärilar. Inga underarter finns listade i Catalogue of Life.